# Гімн Куби
La Bayamesa (Himno de Bayamo) — державний гімн Куби.
Музика маршу «Баямеса» була написана Педро (Перучо) Фігередо у серпні 1867 року, мелодія була навіяна гімном французької революції — «Марсельєзою». У 1868 році були написані слова цього маршу, присвяченого взяття Баямо армією Карлоса Мануеля де Сеспедеса. Перше виконання відбувалося під час церковного богослужіння під виглядом релігійного гімну, правильно понятого, однак, і патріотами, і іспанськими властями.
Після того як Куба здобула незалежність від Іспанії, гімн Баямо був офіційно визнаний як кубинський національний гімн. У 1893 році композитору Антоніо Родрігесу Ферреру було офіційно доручено на основі маршу створити гімн боротьби за незалежність Куби, що пізніше став національним гімном. Щоб не поранити почуття іспанців, з нього були виключені останні рядки, таким чином, в офіційній версії кубинського національного гімну присутні тільки перші дві початкові строфи.

## ісп. Слова
¡Al combate corred Bayameses,
que la patria os contempla orgullosa;
no temáis una muerte gloriosa,
que morir por la patria es vivir!
En cadenas vivir es vivir
en afrenta y oprobio sumido.
Del clarín escuchad el sonido;
¡a las armas, valientes, corred!
No temáis; los feroces Iberos
son cobardes cual todo tirano
no resisten al brazo Cubano;
para siempre su imperio cayó.
¡Cuba libre! Ya España murió,
su poder y su orgullo ¿do es ido?
¡Del clarín escuchad el sonido
¡¡a las armas!!, valientes, corred!
Contemplad nuestras huestes triunfantes
contempladlos a ellos caídos, por cobardes huyen vencidos: por valientes, supimos triunfar!
¡Cuba libre! podemos gritar
del cañón al terrible estampido.
¡Del clarín escuchad el sonido,
¡¡a las armas!!, valientes, corred!

## Український переклад
Поспішайте в битву, люди Байамо
За Вітчизну, з гордістю, що дивиться на Вас.
Не бійтеся загинути у славі, Померти за Вітчизну, це чи не життя.
Життя в ланцюгах — Життя в ганьбі і безчесті.
Почуйте ріг, що закликає до зброї.
Вперед сміливі люди!
Другий варіант:
Сміливо в бій, патріоти Байямо!

Ваша Батьківщина вами пишається!

Славної смерті не треба боятися:

Смерть за Батьківщину - вічне життя!

       Знайте ті, що рабство пізнали та гніт:

       Жити в оковах - ганьба і безчестя!

       Клич перемоги летить в піднебесся:

       Патріоти, до зброї! Вперед!
Третій варіант
Рвіться в бій, баямці, щоби

Батьківщина пишалася вами.

І не бійтеся славної смерті

За Вітчизну - це життя.

Смерть - в ланцюгах існування

У приниженні, у образі.

Слухай доблесть звуки горна

І зі зброєю в бій іди. 